# Антоновка (Яйский район)
Антоновка — посёлок в Яйском районе Кемеровской области России. Входит в состав Судженского сельского поселения.

## География
Посёлок находится в северной части области, к западу от реки Яя, на расстоянии примерно 11 километров (по прямой) к юго-западу от районного центра посёлка городского типа Яя. Абсолютная высота — 189 метров над уровнем моря.
Часовой пояс
Посёлок Антоновка, как и вся Кемеровская область, находится в часовой зоне МСК+4. Смещение применяемого времени относительно UTC составляет +7:00.

## История
Посёлок был основан в 1886 году.
В 1911 году в деревне Антоновка, входившем в состав Судженской волости Томского уезда, имелось 52 двора и проживало 836 человек (142 мужчины и 163 женщины).
По данным 1926 года имелось 78 хозяйств и проживало 437 человек (в основном — русские). Функционировала школа I ступени. В административном отношении населённый пункт являлся центром Антоновского сельсовета Судженского района Томского округа Сибирского края.

## Население
| 2010 |
| ---- |
| 3    |

Половой состав
По данным Всероссийской переписи населения 2010 года в гендерной структуре населения мужчины составляли 33,3 %, женщины — соответственно 66,7 %.
Национальный состав
Согласно результатам переписи 2002 года, в национальной структуре населения русские составляли 77 % из 13 чел.

## Улицы
Уличная сеть посёлка состоит из одной улицы (ул. Рудничная).